# Joe Carnahan
Pour les articles homonymes, voir Carnahan.
Joe Carnahan est un réalisateur, scénariste, monteur et producteur américain, né le 9 mai 1969 à Sacramento. Il est le frère du scénariste-producteur Matthew Michael Carnahan.

## Biographie

### Débuts et révélation
Diplômé de l'Université d’État de Sacramento, après avoir fait ses premières armes dans la production de spots publicitaires, Joe Carnahan aborde le cinéma en réalisant plusieurs courts métrages et en signant le scénario de Karate Raider (1995) de Ronald L. Marchini. En 1998, il écrit, réalise et produit son premier long métrage, une comédie d'action intitulée Blood, Guts, Bullets and Octane, présentée au marché du film indépendant de New York.
Pour son deuxième film, Narc, sorti en 2002, Joe Carnahan prend appui sur un court métrage, Gunpoint, qu'il avait écrit et réalisé à l'époque où il était encore étudiant. Emballés par le scénario, Ray Liotta et Tom Cruise décident de produire ce polar dans lequel Liotta enquête sur la mort de l'un de ses collègues. Quatre ans après cet opus très remarqué, le cinéaste signe, dans un registre beaucoup plus fun, le pétaradant Mise à prix, une chasse à l'homme peuplée de doux dingues. On y retrouve le même Ray Liotta, mais aussi d'autres grands noms du cinéma américain (Andy Garcia, Ben Affleck) ainsi que la chanteuse Alicia Keys.
En 2008, Joe Carnahan se plonge à nouveau dans une histoire de policiers corrompus, en signant le scénario du polar Le Prix de la loyauté, dans lequel Edward Norton donne la réplique à Colin Farrell. Le film, dont la mise en scène a été confiée à Gavin O'Connor, ne convainc pas. Mais Carnahan est déjà convoité par les studios, à la suite du succès surprise de Mise à prix. En effet, en 2010, il se voit confier un gros projet : une adaptation pour le grand écran d'une célèbre série télévisée des années 1980.

### Progression
En 2012, il livre, en tant que coscénariste et réalisateur, L' Agence tous risques, superproduction adaptée de la célèbre série éponyme des années 1980, dans laquelle Liam Neeson, Bradley Cooper, Sharlto Copley et Quinton Jackson prêtent leurs traits aux quatre mercenaires.
Il retrouve Liam Neeson pour son cinquième long métrage, le film de survie Le Territoire des loups, qui sort en janvier 2012.
Un temps annoncé pour réaliser un reboot de Daredevil, il se concentre finalement sur la comédie d'action Stretch, qui sort en 2014. Ce projet à moyen budget passe inaperçu.
Après avoir convoité l'écriture et la mise en scène d'un remake du classique du thriller urbain, Un justicier dans la ville (1974), il quitte le projet en 2013 pour divergences artistiques. S'il restera crédité comme co-scénariste, le projet sera finalement réalisé par Eli Roth. Il sortira en 2018, sous le titre Death Wish, avec Bruce Willis dans le rôle principal.
C'est vers la télévision que Joe Carnahan va se tourner : mi-2013, il réalise l'épisode pilote d'une nouvelle série, le thriller d'action Blacklist. Le programme est un évènement de la rentrée 2013 de la chaîne NBC. Joe Carnahan y officie en tant que producteur exécutif et coécrit deux épisodes de la première saison. Il est également le réalisateur des neuvièmes épisodes des deux premières saisons.
Dès la rentrée 2014, il réitère ce type d'exercice : il co-produit la série States of Affairs, dont il signe quatre épisodes de la première saison. Il s'investit aussi dans l'écriture. Ce thriller politique, porté par Katherine Heigl, est cependant arrêté par la chaîne NBC au terme de 13 épisodes, faute d'audiences.
Il est ensuite annoncé à la tête d'un blockbuster : Bad Boys for Life, troisième opus de la franchise initiée par Michael Bay en 1995 avec Bad Boys et ayant révélé au grand public mondial Will Smith et Martin Lawrence. En mars 2017, il est annoncé que Joe Carnahan quitte finalement le projet, certaines sources évoquant des conflits d'agendas d'autres un différend créatif avec le studio. Il est un temps annoncé pour réaliser un remake de The Raid ou une adaptation des jeux vidéo Uncharted. Finalement, son film suivant est Boss Level, un film d'action avec Mel Gibson dont le tournage débute en 2018. Longtemps repoussé, notamment en raison de la pandémie de Covid-19, le film sort direct-to-video en mars 2021.
En septembre 2021 sort Copshop, un film d'action avec notamment Gerard Butler et Frank Grillo, dont l'action se déroule principalement dans un commissariat. Si l'accueil critique est plutôt bon, le film ne connait pas de succès commercial et sort en vidéo à la demande dans la plupart des pays.
Il réalise ensuite Shadow Force, dont la date de sortie n'est pas annoncée, avec Kerry Washington, Omar Sy, Method Man et Mark Strong. Il enchaine avec le film de survie Not Without Hope, inspiré de faits réels puis avec RIP pour Netflix.

## Filmographie
Sauf indication contraire, les informations mentionnées dans cette section peuvent être confirmées par la base de données cinématographiques IMDb,  présente dans la section « Liens externes ».

### Réalisateur
- 1998 : Blood and Bullets (en) (Blood, Guts, Bullets and Octane)
- 2002 : Narc
- 2002 : The Hire: Ticker (spot de la série The Hire pour BMW)
- 2006 : Faceless (TV)
- 2007 : Mise à prix (Smokin' Aces)
- 2010 : L'Agence tous risques (The A-Team)
- 2012 : Le Territoire des loups (The Grey)
- 2013-2015 : Blacklist (série télévisée) (3 épisodes)
- 2014 : Stretch
- 2014-2015 : State of Affairs (série télévisée) (4 épisodes, également créateur)
- 2021 : Boss Level
- 2021 : Copshop
- 2025 : Shadow Force
- 2025 : RIP
- prochainement : Not Without Hope Date sujette à modification

### Scénariste
- 1995 : Karate Raider de Ronald L. Marchini
- 1998 : Taco Heaven de John Alexander Jimenez
- 1998 : Blood and Bullets (en) (Blood, Guts, Bullets and Octane) de lui-même
- 2002 : Narc de lui-même
- 2002 : The Hire: Ticker de lui-même (spot de la série The Hire pour BMW)
- 2007 : Mise à prix (Smokin' Aces) de lui-même
- 2008 : Le Prix de la loyauté (Pride and Glory) de Gavin O'Connor
- 2010 : Mise à prix 2 (Smokin' Aces 2: Assassins' Ball) de P. J. Pesce
- 2012 : Le Territoire des loups (The Grey) de lui-même
- 2013-2014 : Blacklist (série télévisée) (2 épisodes)
- 2014 : Stretch de lui-même
- 2014-2015 : State of Affairs (série télévisée) (2 épisodes, également créateur)
- 2018 : Death Wish d'Eli Roth
- 2018 : El Chicano (en) de Ben Hernandez Bray
- 2020 : Bad Boys for Life d'Adil El Arbi et Bilall Fallah
- 2021 : Boss Level de lui-même
- 2021 : Copshop de lui-même
- 2025 : Shadow Force de lui-même
- 2025 RIP de lui-même
- prochainement : Not Without Hope de lui-même

### Producteur
- 1998 : Blood and Bullets (en) (Blood, Guts, Bullets and Octane) de lui-même
- 2003 : Boyz Up Unauthorized (court-métrage) de Max Kucar (producteur exécutif)
- 2006 : Faceless (TV) de lui-même (producteur exécutif)
- 2009 : Susannah (court-métrage) d'Evan Nicholas (producteur exécutif)
- 2009 : Phénomènes paranormaux (The Fourth Kind) d'Olatunde Osunsanmi
- 2010 : Mise à prix 2 (Smokin' Aces 2: Assassins' Ball) de P.J. Pesce
- 2012 : Le Territoire des loups (The Grey) de lui-même
- 2013-2014 : Blacklist (série télévisée) (producteur exécutif, 17 épisodes)
- 2014 : Stretch de lui-même
- 2014-2015 : State of Affairs (série télévisée)
- 2017 : Wheelman de Jeremy Rush
- 2018 : El Chicano (en) de Ben Hernandez Bray
- 2021 : Boss Level de lui-même
- 2021 : Copshop de lui-même
- prochainement : Not Without Hope de lui-même

### Monteur
- 1998 : Blood and Bullets (Blood, Guts, Bullets and Octane) de Joe Carnahan
- 2000 : Nail in My Coffin (court-métrage) de Leon Corcos

### Acteur
- 1998 : Blood and Bullets (en) (Blood, Guts, Bullets and Octane) de lui-même : Sid French
- 2007 : Mise à prix (Smokin' Aces) de lui-même : un homme armé (caméo)
- 2010 : L'Agence tous risques (The A-Team) de lui-même : l'homme parlant avec Hannibal au Mexique (caméo)
- 2014 : Stretch de lui-même : un agent du FBI (non crédité)
- 2025 : Shadow Force de lui-même : un agent du gouvernement

## Distinctions

### Récompenses
- 2002 : Prix « Spécial police » au Festival du film policier de Cognac pour Narc
- 2007 : Prix de la critique internationale et Prix du jury au Festival du film policier de Cognac pour Mise à prix

### Nominations
- 2002 : Grand prix du jury Festival du film de Sundance pour Narc
- 2003 : Meilleur réalisateur au Film Independent's Spirit Awards pour Narc